# 碳酸鎂
碳酸鎂（magnesium carbonate），化學式為MgCO3，是一種含鎂元素的白色粉末狀，呈弱鹼性的無機化合物。碳酸镁的化学性质稳定，無毒無味，不可燃。与酸性比碳酸强的酸发生复分解反应生成盐和二氧化碳等多種物質，微溶於水、丙酮和液氨。具有吸水和吸油性，因此體操、舉重和攀岩運動員常常利用俗稱「鎂粉」的碳酸鎂擦手以保持雙手乾燥，但碳酸镁可能令某些人皮肤过敏。此外，碳酸鎂還可作為抗酸劑、便秘藥等腸胃相關藥品。

## 物理性質
碳酸鎂性狀為白色至黃色的固體結晶或晶體粉末。能耐高溫且難溶於水、丙酮和液氨，但易溶于铵盐水溶液。

## 化學性質

### 加熱分解
將碳酸鎂加熱到250℃至800℃，會分解為氧化鎂和二氧化碳，這個過程被稱為煅燒：
MgCO3→ MgO + CO2

### 和酸反應

#### 鹽酸
碳酸镁与盐酸反应，生成氯化镁、水和二氧化碳
MgCO3+2HCl → MgCl2+H2O+CO2↑

#### 硫酸
碳酸鎂與硫酸反應，會生成硫酸鎂、水和二氧化碳：
MgCO3 + H2SO4 → MgSO4 + CO2 + H2O

## 制备
碳酸鎂通常是通過採掘菱鎂礦獲得，而三水合碳酸镁MgCO3·3H2O可通过混合镁溶液和碳酸根溶液获得，其中碳酸根來源可以是大氣中的二氧化碳。碳酸鎂還可以通過如下方法製備：氢氧化镁悬浊液置于3.5-5倍大气压的二氧化碳氛围中加热至50℃，得到可溶的碳酸氫鎂：
Mg(OH)2 + 2 CO2 → Mg(HCO3)2
然後將混合液過濾，濾液在真空乾燥下得到含有碳酸鎂的水溶液：
Mg2+ + 2 HCO3- → MgCO3 + CO2 + H2O
苦卤与碱反应制碳酸镁反应式：
5 MgCl2 + 5 Na2CO3 + 5 H2O → 4MgCO3·Mg(OH)2·4H2O + 10 NaCl + CO2
5 MgSO4 + 5 Na2CO3 + 7 H2O → 4MgCO3·Mg(OH)2·6H2O + 5 Na2SO4 + CO2
碳酸和氫氧化鎂混合反应式:

{\displaystyle {\ce {H2CO3 + Mg(OH)2->MgCO3 + 2H2O}}}

## 致病性
雖然碳酸鎂本身不具毒性，不過一些人可能對其過敏。长期或过量地使用和接触，可能會影響中樞神經系統、患上抑鬱症和心臟功能紊亂。如果不慎接觸眼睛或吸入，會刺激眼睛、呼吸道和消化道，長期吸入更會引發肺塵病。

## 用途

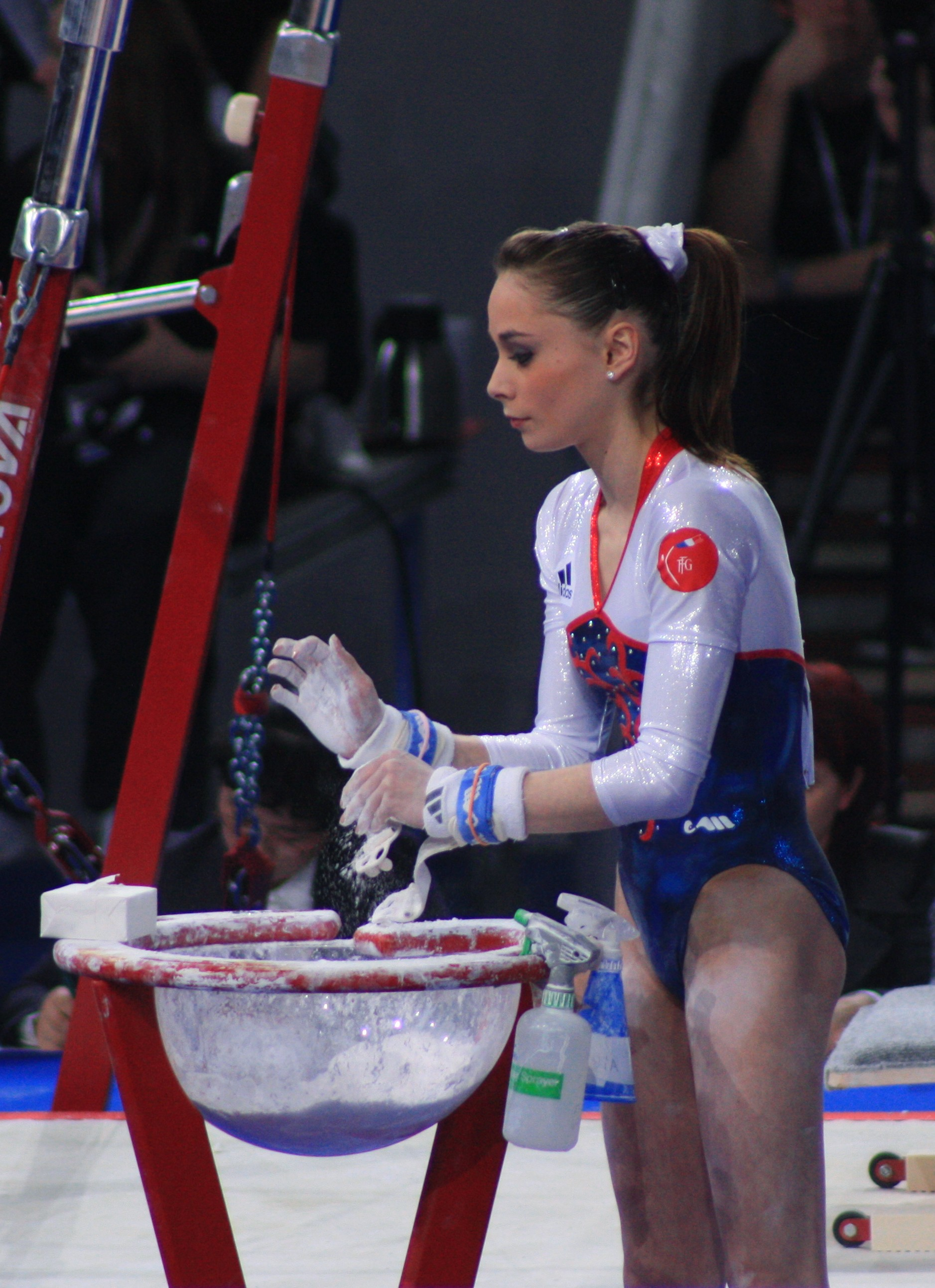
體操運動員利用碳酸鎂擦手用來保持雙手乾燥，防止滑手

- 作為乾燥劑或吸水、食品添加剂（胡椒粉）、胃藥和瀉藥[6]
- 用於製備化學試劑、橡膠填料和防火塗料[4]
- 用於製備二氧化碳和氧化鎂[1][4]
- 用於製備硫酸鎂、氯化鎂和水

## 外部連結
- （英文）International Chemical Safety Card 0969 （页面存档备份，存于）
- （英文）NIST Standard Reference Database （页面存档备份，存于）